# Lina Kačiušytė
Lina Kačiušytė (Vilnius, 1º gennaio 1963) è un'ex nuotatrice sovietica con cittadinanza lituana dal 1990.

## Carriera
Specializzata nella rana, ha vinto la medaglia d'oro nei 200 m rana alle olimpiadi di Mosca 1980.

## Palmarès
- Olimpiadi

Mosca 1980: oro nei 200 m rana.
- Mondiali

1978 - Berlino: oro nei 200 m rana.